# Kristian Schmid
Kristian Schmid es un actor australiano, conocido por interpretar a Todd Landers en la serie Neighbours y a Robert Dixon en Sea Patrol.

## Biografía
Kristian es hijo de un austríaco y una húngara, tiene dos hermanos, Karl y Adam. Es descendiente de la cortesana del siglo XVII, la real emperatriz de Austria.
Estudió en Academia de Australia Occidental de Artes Escénicas WAAPA, (en inglés: Western Australia Academy of Performing Arts). 
En 2003 se casó con la actriz y periodista Deborah Clay. El 20 de diciembre de 2007 nació su hijo Leo Schmid.

## Carrera
Su primer trabajo en la televisión australiana llegó en 1988, cuando se unió al elenco de una de las series australianas más exitosas, Neighbors, donde interpretó a Todd Landers, hasta 1992 luego de que su personaje muriera. En 1992 apareció como personaje recurrente en la serie The Tomorrow People donde dio vida a Adam Newman. 
Entre 1995 y 1999 apareció en populares series australianas como All Saints, donde interpretó a un joven adulto con necesidades especiales y en Blue Heelers; también apareció en Flipper, Good Guys Bad Guys y en English: Have a Go
En el 2000 apareció en la serie Sir Arthur Conan Doyle's The Lost World, al siguiente año participó en BeastMaster. 
En el 2002 obtuvo un pequeño papel en la película Scooby-Doo, donde interpretó a Brad y en Blurred donde interpretó a Danny el nerd del Bus. 
En el 2005 apareció en películas como Hercules donde interpretó al vil Rey Eurystheus y en The Great Raid. 
En el 2006 interpretó a Adam Lilycrap en la serie cómica Stupid Stupid Man y a Buddy Holly en el drama y horror Nightmares and Dreamscapes. También apareció en la película de horror Voodoo Lagoon donde interpretó a Kevin, en Glitch y en Shuffle.
En el 2007 se unió al elenco principal de la serie Sea Patrol donde interpretó al marinero y operador de radio Robert "RO" Dixon (un hombre entrenado en sistemas de comunicación, información y mantenimiento y es el enlace del buque con el mundo exterior), hasta el final de la serie en el 2011.
El 10 de septiembre de 2008 actuó en el "Cosmopolitan Neutrogena Underwater Fashion Shoot" en el Customs House en Sídney (Australia) junto a Jason Dundas, Jamie Wright y Shannan Ponton. 
En el 2009 se unió al elenco recurrente de la serie australiana Packed to the Rafters donde interpretó a Alex Barton, un joven con parálisis cerebral y hermano de Jake Barton (James Stewart), hasta el final de la serie.
El 5 de mayo de 2016 se unió al elenco recurrente de la popular serie australiana Home and Away donde da vida a Mick Jennings, el hijo de Irene Roberts (Lynne McGranger), hasta el del 2017 después de que su personaje fuera arrestado por sus crímenes, entre ellos haber abusado de Billie Ashford (Tessa de Josselin). Kristian regresó a la serie más tarde ese mismo año y su última aparición fue el 28 de noviembre del 2017 después de que su personaje decidiera mudarse al oeste de Australia para buscar un trabajo.

## Filmografía

### Series de televisión
| Año         | Título                     | Personaje                     | Notas                                            |
| ----------- | -------------------------- | ----------------------------- | ------------------------------------------------ |
| 2016, 2017  | Home and Away              | Mick Jennings                 | 29 episodios                                     |
| 2014        | Rake                       | Negociador Policíaco          | episodio # 3.7                                   |
| 2009 - 2013 | Packed to the Rafters      | Alex Barton                   | 20 episodios                                     |
| 2007 - 2011 | Sea Patrol                 | Marinero Robert J. "RO" Dixon | 67 episodios                                     |
| 2006        | Stupid Stupid Man          | Adam Lilycrap                 | episodio "Integrity"                             |
| 2006        | Nightmares and Dreamscapes | Buddy Holly                   | episodio "You Know They Got a Hell of a Band"    |
| 2001        | BeastMaster                | Karpen                        | episodio "Golgotha"                              |
| 2000        | The Lost World             | Thane                         | episodio "Barbarians at the Gate"                |
| 1999        | All Saints                 | Thomas                        | 2 episodios: "Second Chance" & "In with the New" |
| 1998        | Good Guys Bad Guys         | Jimmy Costello                | episodio "A Chip Off the Old Potato"             |
| 1996        | Flipper                    | Surfista                      | -                                                |
| 1996        | English: Have a Go         | Andy Jones                    | -                                                |
| 1995        | Blue Heelers               | Aaron Landers                 | 2 episodios                                      |
| 1992 - 1995 | The Tomorrow People        | Adam Newman                   | 25 episodios                                     |
| 1988 - 1992 | Neighbours                 | Todd Landers                  | 332 episodios                                    |

### Películas
| Año  | Título                 | Personaje              | Notas                                                             |
| ---- | ---------------------- | ---------------------- | ----------------------------------------------------------------- |
| 2006 | Shuffle                | Flanagan               | corto - junto a Simon Burke, Tina Bursill & David Trellin         |
| 2006 | Glitch                 | Elliot                 | -                                                                 |
| 2006 | Voodoo Lagoon          | Kevin                  | -                                                                 |
| 2005 | The Great Raid         | Capitán Lee            | -                                                                 |
| 2005 | Hércules               | Rey Eurystheus         | junto a Leelee Sobieski, Sean Astin & Timothy Dalton              |
| 2002 | Blurred                | Danny, el Nerd del bus | junto a Craig Horner, Damien Garvey, Mark Priestley & Jamie Croft |
| 2002 | Scooby-Doo             | Brad                   | junto a Michala Banas                                             |
| 2002 | The War of Jenkins Ear | -                      | -                                                                 |

### Teatro
| Año        | Obra                         | Personaje | Director (a)   | Teatro                | Notas                                                                      |
| ---------- | ---------------------------- | --------- | -------------- | --------------------- | -------------------------------------------------------------------------- |
| 2014       | Face to Face                 | Barry     | Sandra Bates   | Ensemble Theatre      | junto a Andrew Cutcliffe, Glenn Hazeldine, Alexandra Fowler & Warren Jones |
| 2006       | Two Weeks with the Queen     | Allistar  | Wayne Harrison | Riverside Theatre     | junto a Mark Owen-Taylor, Nick Pelomis, Matthew Robinson & Xavier Samuel   |
| 2006       | The United States of Nothing | -         | Stephen Sewell | Stables Theatre       | junto a Amelia Cormack, Katrina Foster & Roy Billing                       |
| 2004       | Noir                         | -         | Tamara Cook    | Darlinghurst Theatre  | junto a Hayley McElhinney, Christopher Pitman & Justin Smith               |
| 2000       | A Midsummer Night's Dream    | -         | Elke Neidhardt | His Majesty's Theatre | junto a Jeanette Cronin, Marta Dusseldorp, Ivar Kants & Steve Rodgers      |
| 1995, 1996 | Dick Whittington             | -         | -              | -                     | -                                                                          |
| 1994       | Jack and the Beanstalk       | -         | -              | Orchard Theatre       | -                                                                          |
| -          | The Lion in Winter           | -         | -              | -                     | -                                                                          |